# Agustín Gómez Morato
Pour les articles homonymes, voir Gomez et Morato.
Agustín Gómez Morato, né à Valence en 11 décembre 1879 et mort le 19 février 1952 dans la même ville, est un militaire espagnol ayant atteint le grade de général de division dans l'armée de terre espagnole.

## Biographie
Agustín Gómez Morato intègre l'armée espagnole le 26 août 1895 et sert initialement à Cuba et aux Philippines. Il atteint le grande de général de division en 1928 et prend le commandement de la neuvième division stationnée à Saragosse dont il est gouverneur militaire. À partir du 13 mars 1931, il préside un conseil de guerre visant plusieurs des militaires impliqués dans le soulèvement de Jaca,. Lors de la proclamation de la Deuxième République en 1931, il est gouverneur militaire de l'Aragon. Un incident l'oppose alors au directeur de l'Académie militaire de Saragosse, Francisco Franco. Gómez Morato lui téléphone et ordonne le lever du drapeau républicain, le drapeau rouge et jaune symbolisant la monarchie y étant encore en place. Franco déclare qu'il ne peut le faire que sur ordre écrit préalable. Il faut plusieurs jours pour que le drapeau soit remplacé.
Marqué politiquement à gauche, il soutient les réformes introduites par Manuel Azaña dans le fonctionnement de l'armée. Azaña le nomme chef des forces armées du Maroc au début de 1932. En résidence à Ceuta, il a sous ses ordres les deux circonscriptions militaires du protectorat espagnol dans la région.
Le 15 février 1935, Alejandro Lerroux, chef d'un gouvernement orienté à droite, soumet à la signature du président de la République un décret nommant Agustín Gómez chef de la IIIe division organique basée dans la ville de Valence,. En 1936, en lien avec la victoire aux élections générales du Frente Popular, il est de nouveau à la tête de l'armée du Maroc. À ce moment-là, sa nomination suscite l'antipathie de certains milieux militaires puisqu'il est le général ayant aidé le nouveau président Azaña à transférer et à installer des militaires fidèles à des postes importants. Le 17 juillet 1936, alors qu'il se trouve à Larache, il apprend par un appel téléphonique du président du conseil Casares Quiroga que les garnisons de l'armée d'Afrique ont pris les armes. Il se rend à Melilla pour prendre en main la situation et est arrêté par les rebelles dès son atterrissage à l'aéroport de la ville,. Après avoir fait emprisonner le titulaire du poste, le général Franco, commandant militaire des îles Canaries, se nomme commandant en chef de l'armée marocaine. Par le biais d'un décret du 23 décembre 1936, les rebelles ordonnent son renvoi de l'armée.
Arrêté pendant toute la durée de la guerre, il est poursuivi et jugé une fois celle-ci terminée dans l'affaire 1/1940 et est condamné à douze ans de prison. Quelque temps plus tard, il est libéré, s'installe à Jerez de la Frontera puis à Valence où il meurt le 1er février ou le 19 février 1952. Selon certains historiens, il est membre de la franc-maçonnerie.

## Distinctions
- Médaille militaire individuelle[1]